# Jazz on a Summer's Day
Jazz on a Summer's Day is een Amerikaanse concertfilm uit 1960 die het Newport Jazz Festival van 1958 in Rhode Island documenteerde. 
In 1999 werd de film opgenomen in het National Film Registry.

## Artiesten
De film laat optredens zien van de volgende artiesten:
- Jimmy Giuffre Three: Jimmy Giuffre, Bob Brookmeyer, Jim Hall
- Thelonious Monk Trio: Thelonious Monk, Henry Grimes, Roy Haynes
- Sonny Stitt and Sal Salvador
- Anita O'Day
- George Shearing
- Dinah Washington
- Gerry Mulligan Quartet: Gerry Mulligan, Art Farmer
- Big Maybelle
- Chuck Berry
- Chico Hamilton Quintet
- Louis Armstrong and his All-Stars: Trummy Young, Danny Barcelona
- Louis Armstrong & Jack Teagarden
- Mahalia Jackson